# Германская подводная почта во время Первой мировой войны

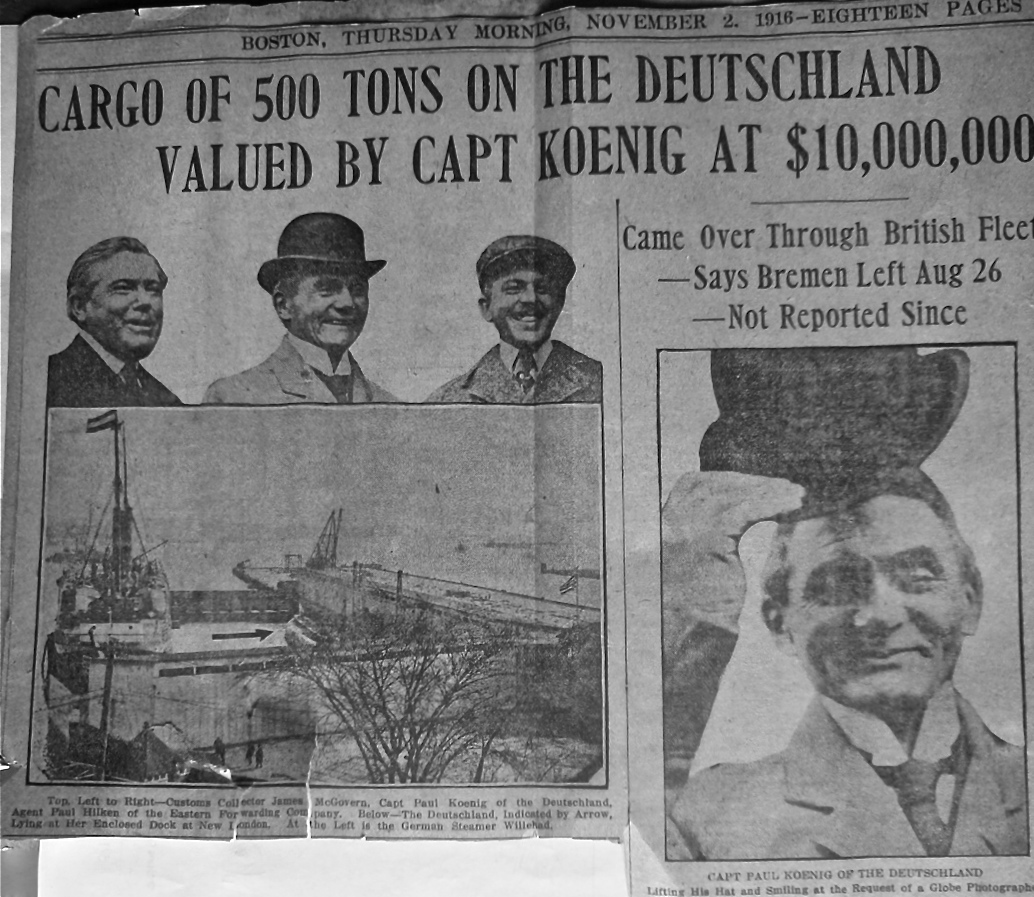
Бостонская газетная заметка о прибытии Пауля Кёнига и «Дойчланда» в Балтимор. 2 ноября 1916

Германская подводная почта во время Первой мировой войны — это перевозка ценных писем германскими невооружёнными коммерческими подводными лодками в США, состоявшаяся в 1916 году, и нереализованная попытка организовать в начале 1917 года общедоступную почтовую связь между Германией и заморскими нейтральными государствами путём доставки почты в США и обратно коммерческой подводной лодкой.
Коммерческие подводные лодки, построенные в Германии, были не государственными, а частными. Перевозка ценных писем из Германии в США подводными лодками была частной инициативой, услуга оказывалась частным банком. Знаки оплаты (нем. Wertzeichen), наклеивавшиеся на страховые сертификаты, были частными страховыми марками. Оплаченные сертификаты подводной лодкой не перевозились, а оставались у отправителя.
Предпринятая в начале 1917 года попытка организовать общедоступную почтовую связь с США и другими заморскими нейтральными государствами путём перевозки почтового груза в США коммерческой подводной лодкой не удалась из-за вступления США в Первую мировую войну на стороне Антанты.

## Британская блокада Германии в Первой мировой войне
С началом Первой мировой войны Великобритания начала организовывать удушение экономики Германии, в огромной степени зависевшей от импорта, более половины которого приходилось на морские пути. Четвёртого августа британское правительство опубликовало списки товаров, которые были отнесены к контрабанде, которые постоянно расширялись. Свободное плавание нейтральных судов в Северном море было запрещено, а в марте 1915 года Великобритания начала блокаду всех торговых путей, организацию которой значительно облегчало географическое положение. Кроме организации регулярного патрулирования на дозорных линиях, в Северном море проводились поиски крейсерскими соединениями. Суда, направлявшиеся в порты нейтральных Норвегии, Дании, Швеции и Нидерландов, должны были в безусловном порядке досматриваться. Вскоре невоюющие европейские страны должны были сократить внешнюю торговлю до размеров собственной внутренней потребности, а фактический контроль за импортом этих стран перешёл к Великобритании.
Несмотря на то, что в течение лета 1915 года русская армия оставила Галицию, Литву, Польшу, стратегический план разгрома вооружённых сил России не удался. На Восточном фронте установилось позиционное затишье. Осенью германское командование начало переброску войск с русского театра войны на Западный фронт, планируя нанести решающий удар по Франции и завершить войну. Несмотря на ожесточённые наступления, линия фронта на Западе практически не изменилась и сухопутная кампания превратилась в войну на истощение. Сложившийся тип военных действий создал огромную нагрузку на экономики воюющих стран. Война из сражения армий постепенно стала превращаться в сражение экономик.
Германское верховное командование заранее не приняло никаких мер для организации морских перевозок в военное время. Стратегическое сырьё, такое как каучук и никель, было в ужасном дефиците. В феврале 1915 года германское правительство взяло под контроль снабжение населения продовольствием. Положение ухудшилось после вступления Италии в войну на стороне Антанты в мае 1915 года. Стратегический замысел британского командования, предусматривавший постепенное экономическое удушение Германии, в значительной мере оправдался, хотя сработал не так быстро, как планировалось.
В начале XX века были созданы многочисленные морские почтовые линии между Германией, США и многими другими заморскими и европейскими странами. Последнюю перед Первой мировой войной почту в Нью-Йорк доставил 29 июля 1914 года быстроходный пароход Северогерманского Ллойда «Кайзер Вильгельм II». На всё время войны и в течение трёх лет после перемирия деятельность немецкой морской почты была полностью остановлена.
Осенью 1915 года из-за проникновения британских подводных лодок в Балтийское море были потеряны 17 судов в течение трёх недель, что принесло 1,3 миллиона марок страхового ущерба. Судоходные компании пригрозили приостановить судоходство по Балтийскому морю в случае увеличения страховой премии, что остановило бы все перевозки руды между Скандинавией и Германией, необходимые для поддержания военного производства. Чтобы противостоять этому, имперское казначейство заявило о готовности взять на себя полностью страхование на основе гарантии государства. То же справедливо и для морских перевозок из США в Германию важного для продолжения военных действий сырья, такого как медь, никель и каучук. Единичных поставок на сумму от двух до трёх миллионов марок каждая было недостаточно для удовлетворения существующих потребностей.
На третьем году войны немецкий частный страховой рынок перестал страховать ценные бумаги из-за принятых Великобританией мер. Пришлось отказаться от маршрута, организованного в сотрудничестве со шведской почтой, так как все подобные перевозки были остановлены англичанами. Для Германии становились всё более важными перевозки ценных бумаг и товаров в Соединённые Штаты Америки всеми возможными способами. В 1916 году министерство иностранных дел Германии рекомендовало отправлять почту в Северную и Южную Америки через Голландию или Данию. Министерство иностранных дел предлагало доставку почты в эти страны, используя свои дипломатические контакты, но только для избранной группы людей. В этом случае однако добавлялись расходы на почтовые марки соответствующей страны. Также было указано, что эта почта не защищена от возможного доступа англичан.
Почта, как отправленная из Германии, так и почта в Германию, обнаруженная при досмотрах нейтральных судов, конфисковывалась англичанами.

## Прорыв британской блокады коммерческими подводными лодками
Фактическим признанием эффективности британской блокады стало основание «Германской океанской судоходной компании» (нем. Deutsche Ozean-Rhederei) 8 ноября 1915 года. Компания была основана «Дойче банком» (нем. Deutsche Bank), «Северогерманским Ллойдом» (нем. Norddeutscher Lloyd) и президентом торговой палаты Бремена Альфредом Ломаном (нем. Alfred Lohmann). Именно Ломан был движущей силой создания коммерческих подводных лодок с гражданскими экипажами, ставших демонстрацией переплетения военных и экономических предприятий с политическими, дипломатическими и технологическими соображениями.
Целями создания компании были постройка и использование невооружённых подводных лодок для торговли с невоюющими Соединёнными Штатами Америки. Предполагалось, что в случае успеха, помимо подвоза сырья для военной промышленности Германии, коммерческие подводные лодки будут снабжать Америку столь необходимыми ей химическими продуктами, демонстрировать немецкий научный опыт, ставить в неловкое положение Великобританию, вызывать сочувствие у населения Америки, оказывать поддержку американцам немецкого происхождения, продлевать нейтралитет США, знакомя публику с особенностями действий подводных лодок. Финансовая прибыль и надёжная почтовая связь были дополнительными преимуществами.
Расчётная стоимость постройки одной подводной лодки составила 2,7 млн марок. Только две невооружённые грузотранспортные подводные лодки были закончены постройкой. Первая коммерческая подводная лодка получила название «Дойчланд» (нем. Deutschland), а вторая — «Бремен» (нем. Bremen). Третью коммерческую подводную лодку предполагалось назвать «Ольденбург» (нем. Oldenburg) или «Байерн» (нем. Bayern), но она была спущена на воду и достроена как боевая подводная лодка.
Немецкие коммерческие подводные лодки были первыми подводными лодками, специально построенными для решения задач скрытной транспортировки грузов в условиях британской морской блокады, и являлись классическими блокадопрорывателями. Они были предназначены для перевозки стратегического сырья. Ради увеличения грузовместимости их мореходные качества были ограничены. При увеличении водоизмещения пришлось уменьшить мощность двигателей, а следовательно, поступиться надводной и подводной скоростью. Запас топлива был ограничен количеством, необходимым для перехода. Подводные лодки этого проекта имели плохую управляемость и большее время погружения.
Подводная лодка «Дойчланд» совершила в 1916 году два успешных рейса в США, третий рейс, планировавшийся на начало 1917 года, был отменён. Подводная лодка «Бремен» погибла в первом рейсе на пути в Америку.
Коммерческие подводные лодки не имели смысла в мирное время и в военное время имели мало значения пока морская блокада противника не препятствовала торговле Германии с нейтралами. Грузоподъёмность и мореходные качества подводных лодок были ниже, чем у надводных судов, а вероятность того, что их примут за военное судно, значительна, не говоря о проблемах, характерных для новой технологии. Концепция коммерческих подводных лодок не пережила Первую мировую войну, а походы подводной лодки «Дойчланд» в США остались как бы уникальным экспериментом.

### Первый рейс подводной лодки «Дойчланд»

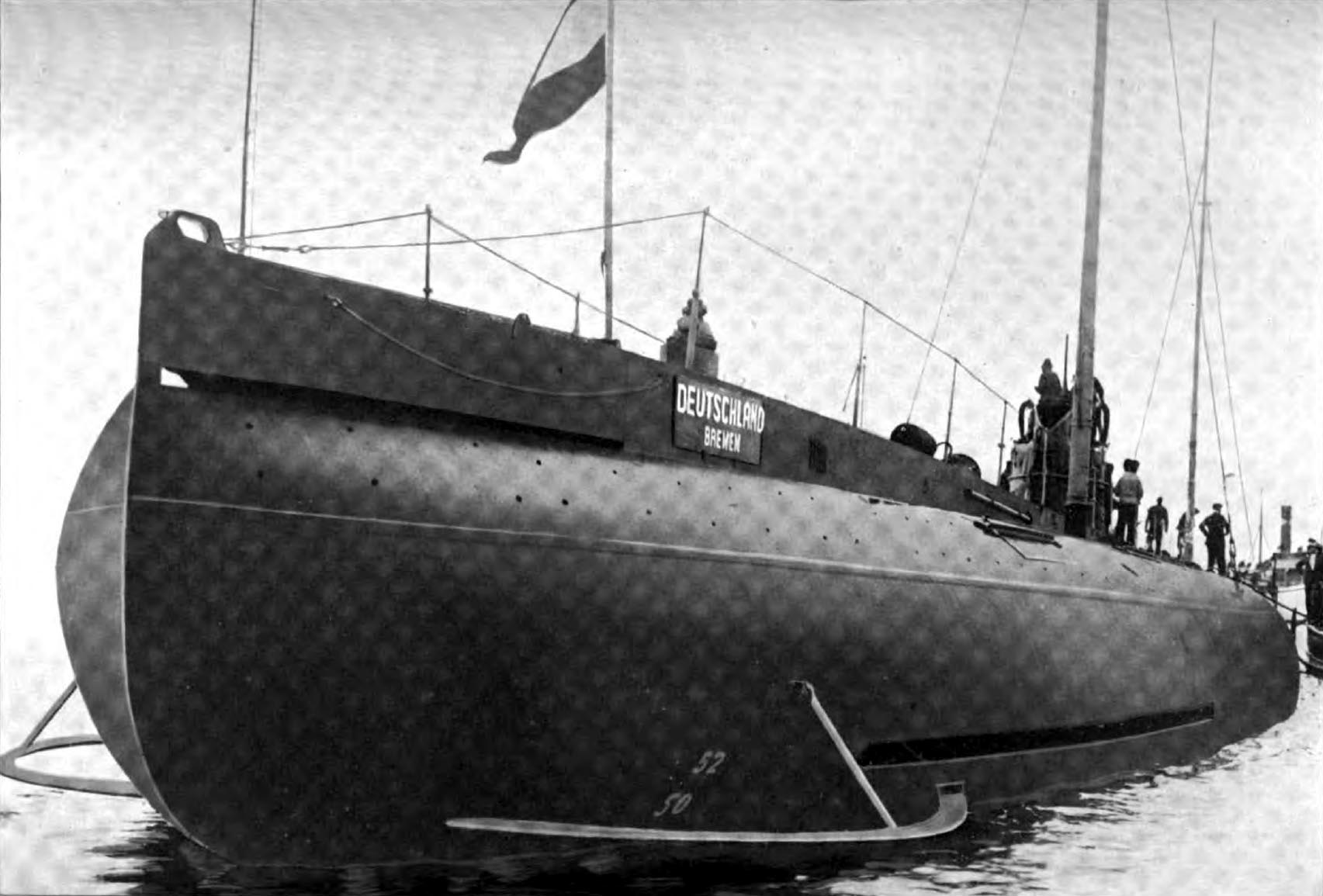
«Дойчланд» в 1916 году

Экипаж подводной лодки был набран из военных моряков, формально исключённых из действующего флота. Капитаном стал Пауль Кёниг (нем. Paul König), имевший опыт капитана торгового судна.
Четырнадцатого июня 1916 года подводная лодка «Дойчланд» перешла от причальной стенки верфи «Германия» (нем. Germaniawerft) в Киле через канал Кайзера Вильгельма в Вильгельмсхафен. Время и место выхода в плавание держались в секрете. Несмотря на гражданский статус, подводная лодка отправилась в Америку из военно-морской базы Гельголанд. Подводная лодка не подвергалась атакам, уклонившись погружением от возможного обнаружения в Северном море и на подходе к берегам Америки. При срочном погружении в Северном море с дифферентом на нос в 36 градусов подводная лодка ударилась о дно. Других происшествий на переходе не было.
9 июля «Дойчланд» прибыла в Балтимор, где некоторое время находилась в неопределённом статусе. Четырнадцатого июля, основываясь на мнении Комиссии по нейтралитету, государственный секретарь США объявил о признании подводной лодки торговым судном.
Подводная лодка доставила в Америку 3042 упаковки (163 т) с концентрированными анилиновыми красителями на сумму 60 миллионов марок, в которых нуждалась американская текстильная промышленность для производства модных тканей. Прибытие подводной лодки в США вызвало в прессе спекуляции о привезённом письме кайзера президенту Вильсону. Письма кайзера в действительности не было, с подводной лодкой прибыли три мешка почты в посольство и больше ничего.

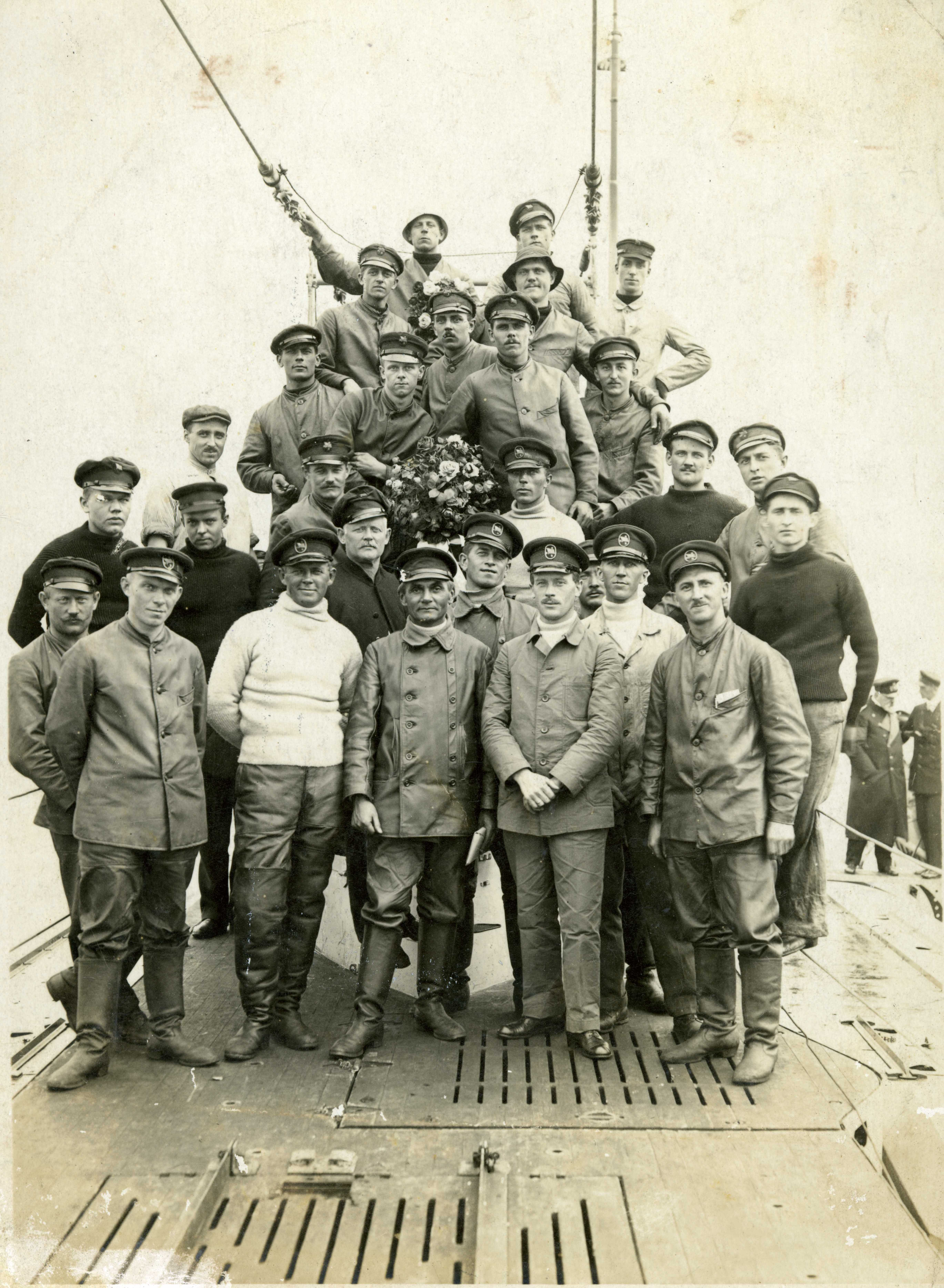
Экипаж Deutschland в порту Бремена по возвращении из США.

В обратный путь из Балтимора подводная лодка «Дойчланд» вышла 1 августа. В полдень 23 августа «Дойчланд» бросила якорь в устье Везера. Уже по пути в Бремен, куда она прибыла днём 25 августа, подводной лодке была устроена торжественная встреча.
В первом походе «Дойчланд» прошла в оба конца 8450 миль, в том числе под водой 190 миль. В Германию были доставлены 348 т каучука, 341 т никеля, 93 т олова. Выручка от продажи только каучука составила 17,5 млн марок, многократно окупив затраты на постройку подводной лодки.
Из Америки на подводной лодке частным образом были перевезены письма, переданные министерству иностранных дел (нем. Auswärtiges Amt), через которое проходила вся почта из-за границы, и далее отправленные по немецкой почте. Известны три конверта, франкированные немецкими марками, погашенными почтовым штемпелем «Берлин С2», и имеющие оттиски цензурного штемпеля «Проверено министерством иностранных дел в Берлине» (нем. Geprüft Auswärtiges Amt in Berlin) и штампа «Из заграницы» (нем. Aus dem Auslande).

### Рейс подводной лодки «Бремен»
К рейсу подводной лодки «Бремен» «Германским страховым банком» была организована услуга по перевозке в Америку ценных писем и осуществлён первый выпуск страховых сертификатов и страховых марок.
Подготовка дипломатической курьерской почты прошла аналогично, как для первого рейса «Дойчланд». В начале августа те же учреждения были проинформированы секретным письмом министерства иностранных дел о возможности перевозки официальных документов в Соединённые Штаты Америки. Новым было то, что об этой возможности доставки почты была проинформирована имперская почта и десять почтовых отправлений в заморские страны были переданы в шифровальное бюро министерства иностранных дел для пересылки через посла в Вашингтоне. Позднее в министерство иностранных дел были отправлены ещё письма для перевозки подводной лодкой «Бремен» в США. Они включали письмо в почтовый департамент США и письмо в почтовое отделение Германии в Шанхае с многочисленными копиями почтовых переводов и письмом из бухгалтерии. Согласно инструкции, эти письма должны были быть подготовлены на тонкой бумаге. Министерство иностранных дел также передало собственную почту для перевозки коммерческой подводной лодкой.
3 августа 1916 года в министерство иностранных дел в Берлине прибыла телеграмма имперского посла Германии в Вашингтоне, в которой говорилось, что отправление «Бремен» следует задержать и до поступления дальнейших инструкций об относительно благоприятных условиях.
23 августа на Гельголанде капитан возвратившейся из Америки подводной лодки «Дойчланд» Пауль Кёниг в короткой беседе проинформировал об обстоятельствах похода капитана подводной лодки «Бремен» Карла Шварцкопфа (нем. Karl Schwartzkopf).
Подводная лодка «Бремен» отправилась в США 26 августа 1916 года, но по назначению не прибыла. Достоверных сведений о времени, месте, причине гибели «Бремен» до сих пор нет. Причиной гибели могло стать столкновение с миной заграждения или несчастный случай. Единственное, что можно утверждать на основании документальных сведений, подводная лодка «Бремен» не была атакована и потоплена английскими кораблями.
Министерство иностранных дел и имперское почтовое ведомство были заинтересованы в том, чтобы сведения о перевозке дипломатической курьерской почты между Германией и Соединёнными Штатами Америки коммерческими подводными лодками не разглашались. Только 15 ноября 1916 года шифровальное бюро министерства иностранных дел официально объявило, что письма, отправленные до 15 августа, должны считаться утерянными.

### Второй рейс подводной лодки «Дойчланд»
Второй рейс подводной лодки «Дойчланд» изначально планировался на конец сентября 1916 года, но после гибели «Бремен» был отложен. Подводная лодка вышла в море 14 октября и 1 ноября пришвартовалась в Нью-Лондоне.
«Германским страховым банком» была вновь предложена услуга по перевозке в Америку ценных писем и был осуществлён второй выпуск страховых сертификатов и страховых марок. Ни одного из застрахованных писем не сохранилось.
Министерством иностранных дел была снова отправлена дипломатическая курьерская почта. Адмиралштабом военно-морского флота был отправлен строго конфиденциальный пакет. Курьером был первый офицер «Дойчланд» Франц Краполь (нем. Franz Krapohl). Несмотря на секретность, возможность доставки почты в США в курьерской сумке министерства иностранных дел стала широко известна в определённых кругах. Письма, которые не предназначались для имперского посольства, безусловно попали в американский почтовый оборот, но не могут быть идентифицированы как перевезённые подводной лодкой. Как и в случае с первым рейсом «Дойчланд», по второму рейсу тоже нет никаких почтовых документов.
Из записей министерства иностранных дел известно о некоторых деловых и личных письмах, отправленные в США с дипломатической почтой. Кроме того, подводная лодка доставила в Соединенные Штаты тысячу фотооткрыток, изготовленных в пользу Немецкого Красного Креста.
17 ноября при выходе из Нью-Лондона подводная лодка столкнулась с сопровождавшим её буксиром, который затонул с человеческими жертвами. Подводная лодка получила небольшие повреждения и после ремонта отправилась в Европу 21 ноября.
В обратном рейсе обычная почтовая корреспонденция, несмотря на достигнутую договорённость с американской почтовой службой (англ. United States Post Office Department), не перевозилась из-за отсутствия необходимых водонепроницаемых контейнеров. Сообщалось о нескольких мешках почты из посольства, или даже точное их количество — семь. С оказией были перевезены примерно 18 почтовых отправлений, в числе которых были письма от членов команд интернированных в США рейдеров «Кронпринц Вильгельм» (нем. Kronprinz Wilhelm), «Принц Эйтель Фридрих» (нем. Prinz Eitel Friedrich) и призовой команды захваченного британского парохода «Аппам» (англ. Appam), погашенные штемпелем «Kaiserl. Deutsche Marine-Shiffspost Nr 3».
Возвратившись в Бремерхафен 10 декабря 1916 года подводная лодка «Дойчланд» успешно завершила второй рейс в Америку.
Дипломатические почтовые пакеты были открыты уже в Бремене, что подтверждается наличием на некоторых письмах прямоугольного штампа Deutsche Ozean-Rhederei, или календарного почтового штемпеля «Северогерманского Ллойда», штампа цензуры IX армейского корпуса в Бремене, и использованием почтовых марок с перфином «NDL» (Norddeutscher Lloyd). Принцип, в соответствии с которым обрабатывалась почта в Бремене, остаётся в значительной степени предположительным, поскольку до сих пор не было найдено никаких документов.«Германский страховой банк» снова предпринял перевозку страховых отправлений, для приёма которых были осуществлён второй выпуск страховых сертификатов и марок. Привезённые в США письма и пакеты были отправлены заказной почтой или экспресс-почтой «Америкен Экспресс» (англ. American Express).

### Подготовка к третьему рейсу подводной лодки «Дойчланд»
В курьерской почте министерства иностранных дел на этот раз были только письма от имперских учреждений, так как в связи с открытием общедоступной подводной почтовой связи вся деловая и частная почта могла быть доставлена через почтовое отделение «Бремен 1» без каких-либо проблем.
Как и ранее, «Германский страховой банк» принимал к перевозке в Америку ценные письма. После отмены рейса все ценные письма, погруженные на «Дойчланд», были возвращены.
Почта также собиралась в посольстве Германии в Вашингтоне в рамках подготовки к обратному рейсу. Поскольку третий рейс не был осуществлён из-за разрыва дипломатических отношений между США и Германией, почта была отправлена после возобновления дипломатических отношений в 1922 году. По прибытии в Германию на почтовые отправления наклеивалась служебная марка (нем. Dienstmarke) и погашалась почтовым штемпелем курьерской службы (нем. Kurierstelle) министерства иностранных дел.

## Перевозка в Америку ценных писем
Страховщиком грузов всех видов, перевозившихся в США коммерческими подводными лодками был «Германский страховой банк» (нем. Deutsche Versicherungsbank). Это были ценные бумаги и материальные ценности, химическая продукция, фармацевтические препараты, и другие товары, произведённые немецкой промышленностью. В обратном рейсе это было качественное сырьё, недоступное в Германии, например, платина и каучук.
К рейсу подводной лодки «Бремен» «Германский страховой банк» организовал услугу по перевозке в Америку ценных писем, санкционированную письмом министра внутренних дел Германии от 15 августа 1916 года. Согласившись с перевозкой международной почты частной компанией, имперская почта потребовала компенсацию в размере соответствующего почтового сбора за каждое отправление. Для расчётов был применён общий тариф для писем в другие страны: 20 пфеннигов за первые 20 г и 10 пфеннигов за каждые дополнительные 20 г с добавлением сбора за регистрацию в размере 20 пфеннигов. Компенсация направлялась в берлинский почтамт «W-66» (нем. Reichs-Postamt Berlin W 66) не в денежной форме, а почтовыми марками крупных номиналов на соответствующую сумму.
Для оформления приёма ценных писем были изготовлены страховые сертификаты и наклеиваемые страховые марки. Бланк сертификата имел три отделяемых купона. Первый купон оставался в «Германском страховом банке», второй купон предназначался сопровождающему письма представителю банка (нем. Vertreter), третий купон предназначался получателю письма. Сертификат без купонов выдавался отправителю.
Общее количество застрахованных писем, когда-либо погруженных «Германским страховым банком» на коммерческие подводные лодки неизвестно. Никаких архивных документов с информацией об использованных страховых сертификатах или марках нет.

### Первый выпуск страховых сертификатов и страховых марок
Тираж страхового сертификата составил 200 нумерованных экземпляров. На сертификатах первого выпуска указаны расценки весового сбора до 100 граммов. Номинал сертификата в 50 марок соответствовал оплате сбора за первые 50 граммов веса отправления. Для удостоверения оплаты дополнительного весового сбора были изготовлены наклеиваемые страховые марки номиналами 5, 10, 15, 20, 25, 50 марок.
В правом верхнем углу страхового сертификата помещена круглая виньетка с изображёнием маяка «Ротер Санд» (нем. Roter Sand), расположенного в Гельголандской (Немецкой) бухте, — первого в мире рукотворного сооружения на морском дне, и парусник. Вокруг рисунка расположен текст: «Германский страховой банк Берлин» (нем. Deutsche Versicherungsbank Berlin). Под виньеткой напечатан номинал сертификата.
На страховых марках помещена такая же виньетка с изображением маяка и парусника, как на сертификате. На марках напечатан текст вверху: «Перевозка ценных писем» (нем. Wertbrief-Beförderung), внизу: «Германия — Америка» (нем. Deutschland — Amerika). Марки отпечатаны способом тиснения в листах по 4 штуки (2x2) на бумаге без водяных знаков. Перфорация 14. Клише марок были уничтожены в 1916 году.
| Вес, г   | Номиналы марок                 | Цвета             | Тиражи |
| 50 — 60  | Fünf Mark (5 марок)            | зелёная           | 1000   |
| 60 — 70  | Zehn Mark (10 марок)           | карминово-розовая | 500    |
| 70 — 80  | Fünfzehn Mark (15 марок)       | серая             | 500    |
| 80 — 90  | Zwanzig Mark (20 марок)        | ультрамариновая   | 500    |
| 90 — 100 | Fünfundzwanzig Mark (25 марок) | коричневая        | 500    |
|          | Fünfzig Mark (50 марок)        | лилово-розовая    | 500    |

Потерянная подводная лодка «Бремен» принесла «Германскому страховому банку» чрезвычайные убытки в сумме не менее 3 миллионов марок.  Банк должен был выплатить владельцам страховых сертификатов полную сумму страховки. Однако многим держателям страховых сертификатов, бланк с маркой и штемпелем как предмет коллекционирования показался более ценным, чем страховая сумма.

### Второй выпуск страховых сертификатов и страховых марок
Второй выпуск страховых сертификатов и страховых марок был приурочен ко второму рейсу подводной лодки «Дойчланд». На страховых сертификатах второго выпуска указаны расценки по весу до 250 г и в левом нижнем углу под рамкой напечатано название типографии «Giesecke & Devrient». Тираж 1000 нумерованных экземпляров.
К маркам тех же номиналов и цветов, что и в первом выпуске, были добавлены марки номиналами в 75 и 100 марок. Марки второго выпуска не имеют текста вверху «Перевозка ценных писем» (нем. Wertbrief-Beförderung) и текста внизу «Германия — Америка» (нем. Deutschland — Amerika). Использовалась бумага с водяным знаком в виде наклонных волнистых линий.
| Вес, г    | Номиналы марок              | Цвета                | Тиражи |
| 50 — 60   | Fünf Mark (5 м.)            | зелёная              | 500    |
| 60 — 70   | Zehn Mark (10 м.)           | карминово-розовая    | 500    |
| 70 — 80   | Fünfzehn Mark (15 м.)       | серая                | 500    |
| 80 — 90   | Zwanzig Mark (20 м.)        | ультрамариновая      | 500    |
| 90 — 100  | Fünfundzwanzig Mark (25 м.) | коричневая           | 500    |
| 100 — 150 | Fünfzig Mark (50 м.)        | лилово-розовая       | 500    |
| 150 — 200 | Fünfundsiebzig Mark (75 м.) | чёрная и серебряная  | 300    |
| 200 — 250 | Einhundert Mark (100 м.)    | фиолетовая и золотая | 200    |

По назначению была израсходована почти половина сертификатов и марок. После отмены третьего рейса подводной лодки «Дойчланд» страховая стоимость писем должна была быть возвращена отправителю. Для этого нужно было вернуть в «Германский страховой банк» страховой сертификат. По крайней мере, так говорится в письме, направленном из банка в компанию «Ligilo». Однако доказать, куда на самом деле пошли сертификаты, уже невозможно. В любом случае они находятся в руках коллекционеров.
Неиспользованные остатки после войны были приобретены филателистической фирмой братьев Зенф (нем. Gebrüder Senf).

### Штемпели гашения страховых сертификатов и страховых марок
Оформленные сертификаты и наклеенные дополнительно страховые марки погашались переводными штемпелями с текстом «Принято» (нем. Aufgeliefert), и с названием одного из городов Берлина или Гамбурга. С штемпелем Бремена не известно ни одного страхового сертификата, погашенными штемпелем Бремена встречаются только отдельные марки, в том числе приклеенные к купонам.
Судьба всех трёх штемпелей, были они уничтожены или всё ещё используются, по сей день неизвестна.

## Организация общедоступной подводной морской почты
Поступившие в течение лета и осени 1916 года обращения от промышленных и торговых фирм, а также дружественных государств, заставили задуматься о расширении почтового сообщения с Соединёнными Штатами Америки, без обременения дипломатической курьерской службы министерства иностранных дел, и привели к появлению общедоступной услуги подводной морской почтовой связи.
Одной из основных причин задержки в организации общедоступной подводной морской почты было то, что в соответствии с действующим американским законодательством американская сторона была готова заплатить только четыре франка за один килограмм писем и 50 сантимов за один килограмм другой почты. Эта цена была неприемлемой для «Германской океанской судоходной компании». Только после того, как имперская почта согласилась компенсировать перевозчику финансовые потери, 30 сентября 1916 года посол Германии в Вашингтоне получил приказ министерства иностранных дел о продолжении переговоров с американской стороной.
Условия приёма почты неоднократно пересматривались и уточнялись. Наконец, в ходе переговоров имперской почты с «Германской океанской судоходной компанией», проводившихся 20 декабря 1916 года, последняя согласилась перевозить за фиксированную плату не 100 кг зарубежной почты, но до 10000 кг за каждый рейс.
Объявление для сведения общественности с правилами приёма почтовых отправлений было опубликовано в конце декабря. Письма для перевозки подводной лодкой оплачивались по обычному заграничному почтовому тарифу 20 пфеннигов за первые 20 г и 10 пфеннигов за каждые дополнительные 20 г. Конверты не заклеивались, марки погашались в месте подачи, затем пересылались во внешнем конверте в Бремен. Внешний конверт должен был иметь надпись «Письмо подводной лодкой в Бремен» (нем. Tauchbootbrief nach Bremen) и франкирование в 2 марки за каждое вложенное письмо.
Известны внешние конверты, отправленные из Германии, Австрии (франкирование в 3 кроны за вложенное письмо), и Венгрии (франкирование в 3,20 кроны за вложенное письмо). Внутренние конверты, кроме указанных стран, существуют также с марками Баварии. Письма для подводной почты из Болгарии и Турции не поступили.
На внутренние конверты в Бремене ставился оттиск календарного штампа (это не почтовый штемпель) «Германской океанской судоходной компании» с силуэтом подводной лодки и буквами «T.B.» (нем. Tauchboot Briefverkehr).
Среди стран, куда были адресованы письма, кроме США известны: Аргентина, Бразилия, Венесуэла, Гаити, Гватемала, Гондурас, Доминиканская Республика, Испания, Китай, Колумбия, Куба, Мексика, Никарагуа, Ост-Индия, Парагвай, Патагония, Перу, Пуэрто-Рико, Сиам, Суматра, Суринам, Уругвай, Филиппины, Целебес, Чили.
Последняя отгрузка почтовых отправлений из почтамта №1 в Бремене в «Германскую океанскую судоходную компанию» состоялась 26 января 1917 года. Всего были отгружены 28 тюков весом от 30 до 33 кг каждый. 2 февраля 1917 года почтовое отделение Бремена отправило в имперскую почтовую службу (нем. Reichspostamt) окончательный отчёт о погрузке первой немецкой подводной морской почты в Соединённые Штаты Америки.
| Виды почтовых отправлений | Количество                 |
| Открытки                  | 675 штук                   |
| Письма до 20 г            | 57445 штук                 |
| Письма от 20 до 40 г      | 3155 штук                  |
| Письма от 40 до 60 г      | 1225 штук                  |
| Всего                     | 62500 почтовых отправлений |

Интересно, что подавляющее большинство писем были частными, а не коммерческими или официальными, как предполагалось изначально. В результате чистая прибыль, полученная почтовой администрацией, составила 83310 марок, что было значительной суммой.
В связи с отменой рейса полученные письма были возвращены отправителям. Сбор в две марки за письмо подлежал возмещению, отметка о возмещении проставлялась на конвертах не всегда. Почтовый тариф не компенсировался.
Известны два типа штампов с текстом о возвращении, большой и малый.

## Филателистическое значение подводной почты
Выпуски страховых марок «Германского страхового банка» приведены в каталогах почтовых марок «Михель» (нем. Michel Deutschland-Katalog) в разделе «Германская заграничная морская почта» (нем. Deutsche Schiffspost im Ausland) с подзаголовком «Специальные знаки почтовой оплаты немецких морских почт» (нем. Besondere Postwertzeichen deutscher Seeposten). В описании, предшествующем перечислению марок, сказано, что номиналы марок, включают в себя почтовые расходы (нем. Porto) и страховой взнос (нем. Versicherungsbeitrag), а сумма почтовых расходов (нем. Betrag des Portos) позднее была передана почтовой администрации. Помещение на первое место почтовых расходов, которые составляли едва ли два процента от номинала, говорит само за себя. В монографиях используется похожая псевдоаргументация в пользу вывода о «почтовости» выпусков «Германского страхового банка».
Насколько известно, страховые сертификаты «Германского страхового банка» не включены в каталог цельных вещей Германии «Михель» (нем. Michel Ganzsachen-Katalog Deutschland), хотя «предоплаченные карты» (нем. Wertkarten) номиналом 50 марок упоминаются в каталогах почтовых марок «Михель» в примечании.
Сертификаты и марки «Германского страхового банка» являются частными страховыми знаками оплаты, хотя имеют опосредованное отношение к перевозке почты, ни в какой мере не являются знаками почтовой оплаты.
Почтовые отправления несостоявшейся общедоступной подводной почты представляют собой интересные объекты, относящиеся к выставочному классу почтовой истории.